# Palais des comtes de Champagne
Pour les articles homonymes, voir Palais des comtes.
Le palais des comtes de Champagne est un édifice situé à Provins, en France.

## Localisation
L'édifice est situé dans la ville-haute de Provins, en Seine-et-Marne.

## Historique
Sa situation privilégiée d'éperon barré en fait un lieu administratif et militaire depuis au moins l'époque carolingienne. Une première mention en 1137 indique une 'tour du comte', le donjon actuel. En 1161, c'est le 'palais du comte' qui est mentionné pour la première fois. Provins jouait alors le rôle de seconde capitale pour les comtes de Champagne.
Le palais est construit aux XIIe et XIIIe siècles par Henri Ier le Libéral pour les comtes de Champagne.
En 1670, l'édifice est confié aux oratoriens pour en faire un collège. Les restructurations de1671, 1883 et 1963 ont beaucoup modifié son aspect. La grande salle a disparu, mais la chapelle et l'aile en retour conservent un parti de leur élévation ancienne.
Actuellement, il abrite une partie du lycée Thibaut-de-Champagne.
L'édifice est inscrit au titre des monuments historiques en 1931.

### Sources et bibliographie
- Jean Mesqui, Marcel Bellot, Pierre Garrigou-Grandchamp, « Le Palais des comtes de Chamapgne à Provins (XIIe – XIIIe siècles) », in Bulletin Monumental, 1993-2, p. 321-355, (lire en ligne).